# Barbara Rittner
Barbara Rittner (Krefeld, Alemania Federal, 25 de abril de 1973) es una tenista alemana, en su carrera llegó a ser puesto número 24 en el ranking de la WTA.

## Carrera
Como junior, Barbara Rittner ganó el Campeonato junior femenino de Wimbledon 1991, ganando su primer torneo de la WTA en 1992.
Barbara Rittner tuvo que esperar hasta 9 años, para ganar su segundo y último torneo de la WTA, ganando el Abierto de Bélgica en 2001.